# 天主教拉克罗斯教区
天主教拉克羅斯教區（拉丁語：Dioecesis Crossensis）是美國一個羅馬天主教教區，屬密爾沃基總教區。成立於1868年3月3日。
範圍包括威斯康辛州西部，教座位於州府拉克羅斯。2004年有教友202,540人（佔轄區總人口23.5%）、165個堂區、191名司鐸。現任教區主教威廉·P·卡拉漢。